# Lisa Graf
Lisa Graf (* 13. November 1992 in Leipzig) ist eine ehemalige deutsche Schwimmerin. 2012 wechselte sie von Leipzig nach Berlin und startet für die SG Neukölln Berlin, wo sie auch trainiert. Sie war Teilnehmerin bei den Olympischen Spielen 2016 in Rio de Janeiro (Brasilien) über 200 m Rücken.
Im Mai 2021 beendete sie nach gesundheitlichen Schwierigkeiten als Folge einer COVID-19-Erkrankung ihre Karriere.

## Erfolge

### Olympische Spiele
- 2016: 13. Platz über 200 m Rücken

### Weltmeisterschaften
Weltmeisterschaften 2015 in Kasan (Russland):
- 9. Platz über 200 m Rücken
- 19. Platz über 100 m Rücken
- 11. Platz mit der 4 × 100-m-Lagenstaffel

Weltmeisterschaften 2013 in Barcelona (Spanien):
- 8. Platz mit der 4 × 100-m-Lagenstaffel

### Europameisterschaften
Europameisterschaften 2018 in Glasgow (Schottland):
- 4. Platz über 200 m Rücken

Europameisterschaften 2014 in Berlin (Deutschland):
- 4. Platz über 200 m Rücken
- 9. Platz mit der 4 × 100-m-Lagenstaffel
- 10. Platz über 100 m Rücken
- Einsatz in der 4 × 100-m-Lagenstaffel (die im Finale Platz 4 belegt)

Kurzbahneuropameisterschaften 2012 in Chartres (Frankreich):
- Platz 12 über 100 m Rücken
- Platz 12 über 200 m Rücken
- Platz 19 über 50 m Rücken
- 8. Platz mit der 4 × 50-m-Lagenstaffel

Europameisterschaften 2012 in Debrecen (Ungarn):
- 11. Platz über 100 m Rücken
- 12. Platz über 50 m Rücken
- Einsatz im Vorlauf in der 4 × 100-m-Lagenstaffel (Gewinnt im Finale Gold)

### Deutsche Meisterschaften
Folgende Medaillenplatzierungen erreichte Lisa Graf:
Deutsche Meisterschaften 2017 in Berlin:
- 1. Platz über 100 m Rücken
- 1. Platz über 200 m Rücken

Deutsche Meisterschaften 2016 in Berlin:
- 1. Platz über 200 m Rücken

Deutsche Meisterschaften 2015 in Berlin:
- 2. Platz über 200 m Rücken

Deutsche Kurzbahnmeisterschaften 2014 in Wuppertal:
- 3. Platz über 50 m Rücken

Deutsche Meisterschaften 2014 in Berlin:
- 2. Platz über 200 m Rücken
- 2. Platz über 100 m Rücken

Deutsche Kurzbahnmeisterschaften 2013 in Wuppertal:
- 3. Platz über 100 m Rücken

Deutsche Meisterschaften 2013 in Berlin:
- 3. Platz über 100 m Rücken
- 3. Platz über 200 m Rücken

Deutsche Meisterschaften 2012 in Berlin:
- 2. Platz über 200 m Rücken
- 3. Platz über 50 m Rücken

Deutsche Kurzbahnmeisterschaften 2010 in Wuppertal:
- 3. Platz über 50 m Rücken

Deutsche Meisterschaften 2010 in Berlin:
- 2. Platz über 200 m Rücken
- 2. Platz über 50 m Rücken
- 3. Platz über 100 m Rücken

Deutsche Kurzbahnmeisterschaften 2009 in Essen:
- 3. Platz über 50 m Rücken

Deutsche Meisterschaften 2009 in Berlin:
- 3. Platz über 200 m Rücken
- 3. Platz über 50 m Schmetterling

## Rekorde
Am 26. Juni 2009 stellte Lisa Graf über 50 m Schmetterling einen neuen deutschen Altersklassenrekord der AK17 in 27,32 Sekunden auf, der am 9. März 2012 von Alexandra Wenk verbessert wurde. Einen weiteren deutschen Altersklassenrekord der AK18 über 50 m Rücken stellte sie am 2. Juli 2010 in 29,13 Sekunden auf (gültig bis 2. Mai 2014). Am 6. Februar 2011 stellte Lisa Graf mit der 4 × 100-m-Lagenstaffel (zusammen mit Caroline Ruhnau, Lisa Vitting und Daniela Schreiber) einen deutschen Rekord auf.
Am 18. Juni 2017 verbesserte Graf bei den Deutschen Schwimmmeisterschaften in Berlin den deutschen Rekord über 200 m Rücken von Jenny Mensing aus dem Jahr 2012 um 67 Hundertstel auf 2:07,63 min.